# Ђулијани (Фрозиноне)
Ђулијани је насеље у Италији у округу Фрозиноне, региону Лацио.
Према процени из 2011. у насељу је живело 28 становника. Насеље се налази на надморској висини од 47 м.